# Seis Nações 2005
O Campeonato Seis Nações 2005 foi o torneio envolvendo seis seleções de rúgbi européias, com a participação da Inglaterra, Escócia, País de Gales, Irlanda, França e Itália.
A competição aconteceu entre os dias 5 de fevereiro e 19 de março. 
O torneio foi vencido pela Seleção Galesa de Rugby (23º título), ganhando o Grand Slam e a Tríple Crown.
Vice-campeã foi a França,
A Irlanda ganhou o Centenary Quaich (contra a Escócia) e o Millennium Trophy (contra a Inglaterra).
A Inglaterra ganhou a Calcutta Cup (contra a Escócia).
A Itália ganhou o Wooden Spoon, o  Colher de Madeira trofeu virtual atribuído a equipa classificada no último lugar.

## Classificação
| Seleção       | Vitórias | Empates | Derrotas | Pontos a favor | Pontos contra | Pontos +/- | Pontos |
| ------------- | -------- | ------- | -------- | -------------- | ------------- | ---------- | ------ |
| País de Gales | 5        | 0       | 0        | 151            | 77            | +74        | 10     |
| França        | 4        | 0       | 1        | 134            | 82            | +52        | 8      |
| Irlanda       | 3        | 0       | 2        | 126            | 101           | +25        | 6      |
| Inglaterra    | 2        | 0       | 3        | 121            | 77            | +44        | 4      |
| Escócia       | 1        | 0       | 4        | 84             | 155           | -71        | 2      |
| Itália        | 0        | 0       | 5        | 55             | 179           | -124       | 0      |

Pontuação: Vitória = 2, Empate = 1, Derrota = 0 

## Jogos

### 1 Rodada
| 5 de Fevereiro de 2005 |              |         |                        |
| França                 | 16 - 9 (0-6) | Escócia | Stade de France, Paris |
|                        |              |         | Stade de France, Paris |

| 5 de Fevereiro de 2005 |              |            |                             |
| País de Gales          | 11 - 9 (8-3) | Inglaterra | Millennium Stadium, Cardiff |
|                        |              |            | Millennium Stadium, Cardiff |

| 6 de Fevereiro de 2005 |               |         |                       |
| Itália                 | 17 – 28 (9-8) | Irlanda | Stadio Flaminio, Roma |
|                        |               |         | Stadio Flaminio, Roma |

### 2 Rodada
| 12 de Fevereiro de 2005 |               |               |                       |
| Itália                  | 8 - 38 (5-19) | País de Gales | Stadio Flaminio, Roma |
|                         |               |               | Stadio Flaminio, Roma |

| 12 de Fevereiro de 2005 |                |         |                        |
| Escócia                 | 13 - 40 (8-18) | Irlanda | Murrayfield, Edimburgo |
|                         |                |         | Murrayfield, Edimburgo |

| 13 de Fevereiro de 2005 |                |        |                     |
| Inglaterra              | 17 - 18 (17-6) | França | Twickenham, Londres |
|                         |                |        | Twickenham, Londres |

### 3 Rodada
| 26 de Fevereiro de 2005 |               |        |                        |
| Escócia                 | 18 - 10 (6-3) | Itália | Murrayfield, Edimburgo |
|                         |               |        | Murrayfield, Edimburgo |

| 26 de Fevereiro de 2005 |                |               |                        |
| França                  | 18 - 24 (15-6) | País de Gales | Stade de France, Paris |
|                         |                |               | Stade de France, Paris |

| 27 de Fevereiro de 2005 |                 |            |                        |
| Irlanda                 | 19 - 13 (12-10) | Inglaterra | Lansdowne Road, Dublin |
|                         |                 |            | Lansdowne Road, Dublin |

### 4 Rodada
| 12 de Março de 2005 |                |        |                        |
| Irlanda             | 19 - 26 (9-18) | França | Lansdowne Road, Dublin |
|                     |                |        | Lansdowne Road, Dublin |

| 12 de Março de 2005 |               |        |                     |
| Inglaterra          | 39 - 7 (22-0) | Itália | Twickenham, Londres |
|                     |               |        | Twickenham, Londres |

| 13 de Março de 2005 |                |               |                        |
| Escócia             | 22 - 46 (3-38) | País de Gales | Murrayfield, Edimburgo |
|                     |                |               | Murrayfield, Edimburgo |

### 5 Rodada
| 19 de Março de 2005 |                 |        |                       |
| Itália              | 13 - 56 (10-24) | França | Stadio Flaminio, Roma |
|                     |                 |        | Stadio Flaminio, Roma |

| 19 de Março de 2005 |                |         |                             |
| País de Gales       | 32 - 20 (16-6) | Irlanda | Millennium Stadium, Cardiff |
|                     |                |         | Millennium Stadium, Cardiff |

| 19 de Março de 2005 |                 |         |                     |
| Inglaterra          | 43 - 22 (26-10) | Escócia | Twickenham, Londres |
|                     |                 |         | Twickenham, Londres |